# Bergkorsört
Bergkorsört (Senecio sylvaticus) är en växtart i familjen korgblommiga växter. 

## Externa länkar

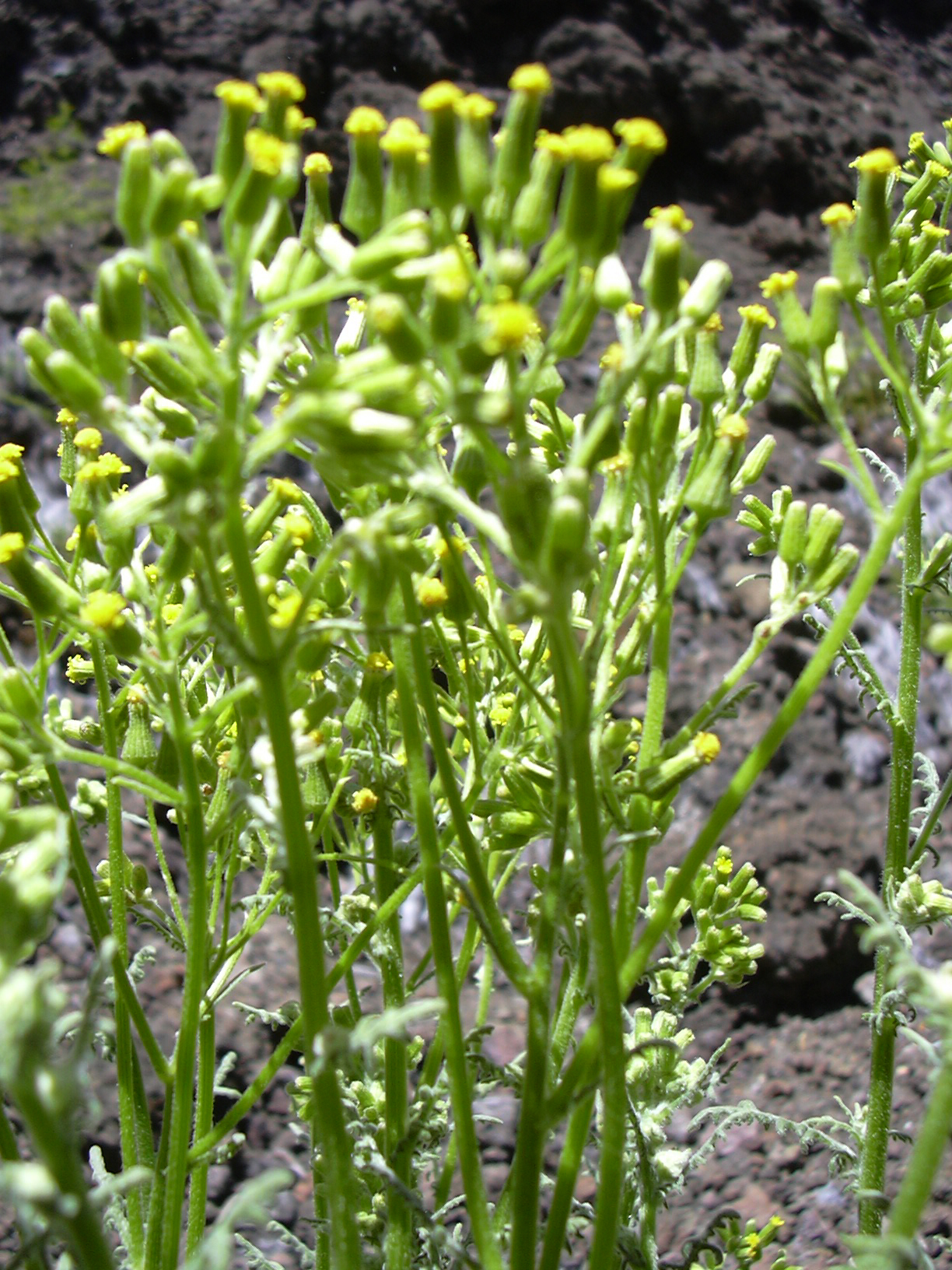